# Pedalium
Pedalium, monotipski biljni iz porodice sezamovki. Jedina vrsta je  P. murex, jednogodišnja biljka rasprostranjena po Starom svijetu, dijelovima Azije i Afrike. Pedalium murex je ljekovita biljka koja se u tradicionalnom sustavu medicine koristila za liječenje bolesti povezanih s bubrezima. 

## Opis
Stabljike su uspravne do uzdižuće, 10-75 cm duge ili visoke. Listovi na peteljkama, peteljke duge 0,5-3,5 cm. Vjenčići kremasto žuti do bijeli, obično s ljubičastom mrljom u grlu; cijevi duljine 2-2,5 cm. Plodovi dugi 1-2 cm. 
Ihlenfeldt (2006) je komentirao da su biljke iz Somalije trajnice s često razvijenim kaudeksom i relativno su male i uspravne, a njihovi cvjetovi obično imaju ljubičastu mrlju u grlu, dok su više ili manje korovni oblici iz Indije mnogo veće, jednogodišnje biljke koje nemaju kaudeks i imaju polegnute izbojke koji se uzdižu samo na krajevima. Također, njihovim cvjetovima nedostaje ljubičasta mrlja na cvjetovima. Plodovi u oba područja vrlo su slični. Sugerirao je da bi biljke iz Somalije mogle zaslužiti taksonomsko priznanje, ali bi bila potrebna daljnja istraživanja kako bi se to utvrdilo.

## Staništa
Pedalium murex raste po šikarama, u dubokom pijesku, obično blizu mora i često na dinama i na slanom tlu. Flora Somalije navodi svoju rasprostranjenost kao C1 i S2-3, ali također se navodi da raste u Somalilandu. Također izvještava da raste u Eritreji, Sokotri, Keniji, Sudanu i mnogim drugim tropskim afričkim zemljama.

## Rasprostranjenost
Zapadni Pakistan; Indija, (Kathiawar, Gujarat, Delhi, Bombay); Cejlon; tropska Afrika. 
- P. murex
- P. murex
- P. murex
- P. murex
- P. murex